# Lettlands planeringsregioner

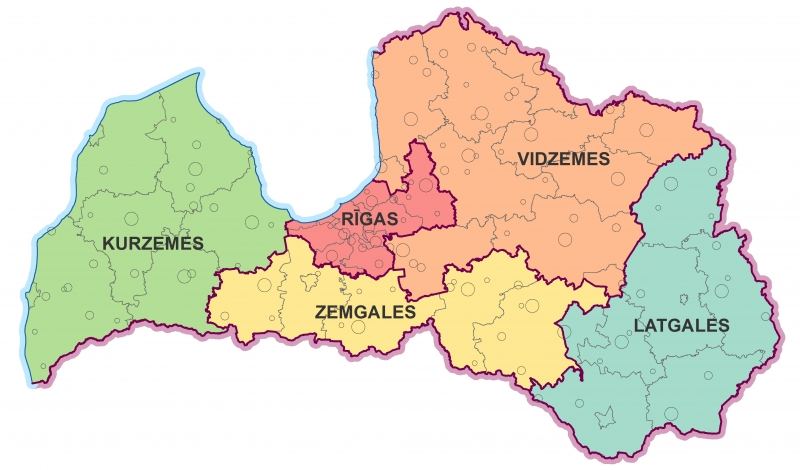
Karta över Lettlands planeringsregioner: Kurland i väster, Semgallen i söder, Lettgallen i öster, Livland i nordost och Storriga centralt

Lettland är indelat i fem planeringsregioner (lettiska plānošanas reģioni). En första regional indelning gjordes 1997, men planeringsregionerna fick sin nuvarande form i samband med kommunreformen 2009, då samtidigt indelningen i rajoner avskaffades. Fyra av planeringsregionerna är uppkallade efter landskap men har andra gränser än dessa.
2021 uppdaterades planeringsregionernas gränser.

## Lettlands planeringsregioner
- Kurland (lettiska Kurzeme)
- Lettgallen (Latgale)
- Livland (Vidzeme)
- Semgallen (Zemgale)
- Storriga (Lielrīga)